# Venet (Berg)
Der Venet [ˈfɛnət], auch Venetberg genannt, ist ein Bergstock der Ötztaler Alpen bei Landeck und Imsterberg im Westen Tirols, dem Tiroler Oberland. Höchster Punkt ist die 2512 m hohe Glanderspitze, weitere Gipfel sind das Wannejöchl mit 2497 m, das Kreuzjoch mit 2464 m und der 2208 m hohe Krahberg.

## Lage und Landschaft
Das Venetmassiv liegt am Nordende des Kaunergrats, bildet einen westlich-nordöstlich gebogenen Gebirgsgrat aus und erstreckt sich über 15 km zwischen Landeck und Imsterberg. Umgrenzt wird der Bergstock überwiegend vom Oberinntal, das, von Süden kommend, den Venet westlich umgeht, bevor das Tal bei Landeck in einem 80°-Rechtsknick die Richtung ändert und so die Nordwestabdachung des Venet begleitet. Von der Pillerhöhe über dem Inntal beginnend, begrenzt das Pillertal mit dem Pitztal das Venetmassiv im Südosten und Osten. Die Hauptgipfel liegen etwa 7 Kilometer Luftlinie östlich von Landeck.

## Geologie
Der Venet ist geologisch gesehen ein von der Umgebung stark abweichender Gebirgsstock. Er gehört zur Landecker Quarzphyllitzone, einer Gesteins- und Bodenart, die hauptsächlich aus quarzhaltigen Tonglimmerschiefern, dem Phyllit, besteht, der durch Verwitterung und Frosteinwirkung in kleinste Plättchen aufblättert. Dadurch erhielt er sein charakteristisches Aussehen, das ihn von der alpinen Umgebung, Kaunergrat im Süden, Geigenkamm im Osten und den Lechtaler Alpen im Nordwesten abhebt. Durch seine von Eiszeitgletschern rund geschliffenen Oberfläche ohne einer stark ausgeprägten Felsstruktur, bildet er für die Landwirtschaft einen guten Alm- und Waldboden.

## Tourismus

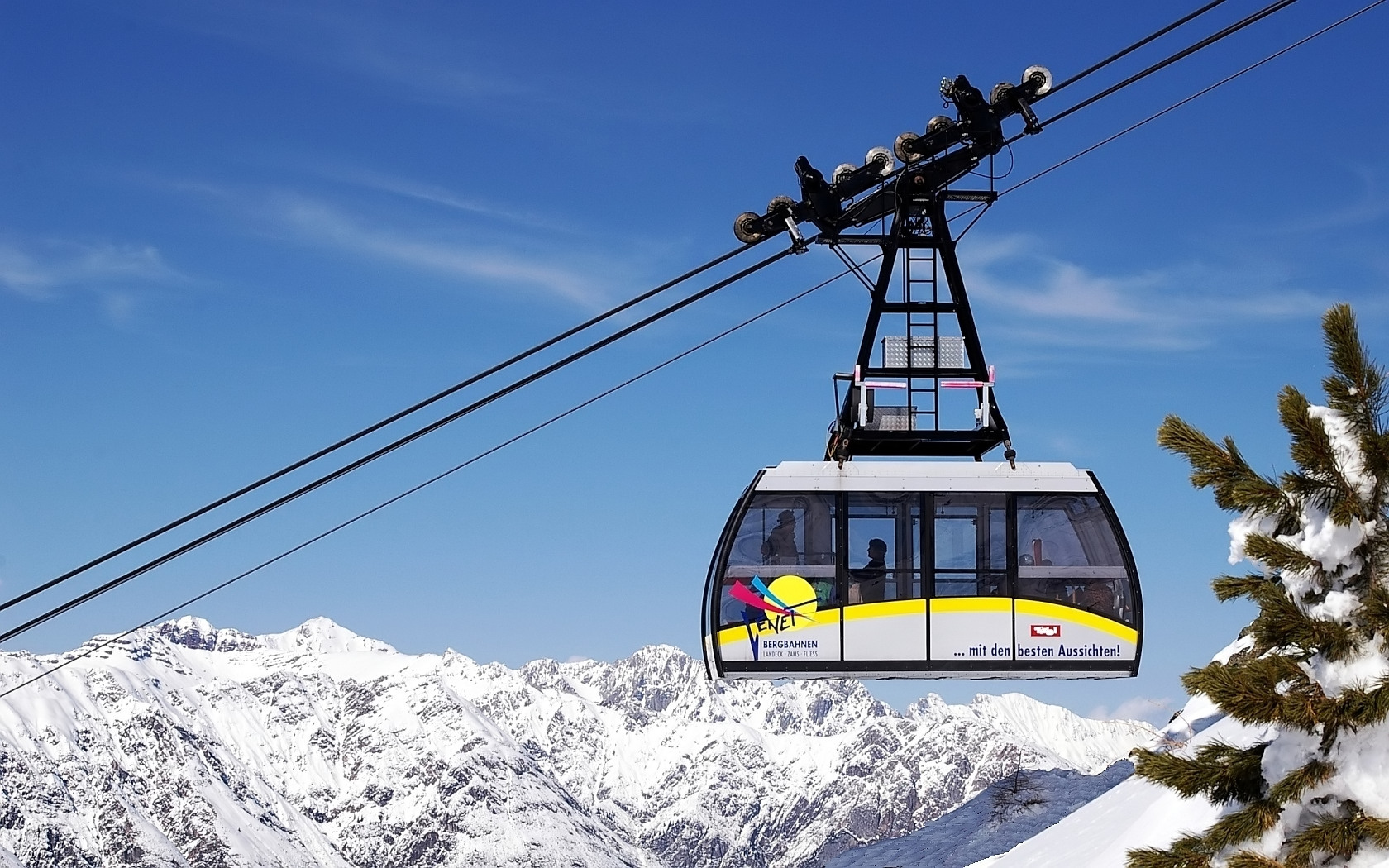
Die Venetbahn

Für den Tourismus bildet der Venet durch seinen sanften Mittelgebirgscharakter, seine leichte Erreichbarkeit und seine verkehrsgünstige Lage ein beliebtes Wandergebiet mit durchwegs leicht zu begehenden Wegen. Aufgrund eines guten Verhältnisses zwischen dem Neigungswinkel seiner Hänge und der Sonneneinstrahlung ist er durch seine Thermik ein beliebter Berg für Segel- und Gleitschirmflieger. Am Krahberg (früher gebräuchlicher Name: Grabberg; in älteren Landkarten so bezeichnet) befindet sich ein Skigebiet, das über Seilbahnen und Lifte von Zams und Fließ erreichbar ist. Seit Winter 2012/13 befindet sich neben der Bergstation die Venet Gipfelhütte mit Gastronomie und Hotellerie. Auf dem Venet befindet sich der Sender Landeck 1 des Österreichischen Rundfunks (ORF) für die Verbreitung von Fernseh- und Radioprogrammen.
Am Venet wurden die Ski- und Snowboardszenen des Hollywood-Films Noch einmal Ferien mit Queen Latifah gedreht.
Am 13. Jänner 1968 wurde die Seilbahn Venetbahn, gebaut von Waagner-Biro,  eröffnet. Die Talstation befindet sich auf 780 m Seehöhe. Die Bahn fährt in acht Minuten zur Bergstation auf einer Höhe von 2208 Metern. Die (schräge) Streckenlänge beträgt 3455 m und läuft über 4 Stützen bei etwa 40  60, 70 und 95 % der Streckenlänge. Die Bahn fährt mit 10 m/s Geschwindigkeit, beim Überfahren der Gondeln von Carvatech über Stützen nur mit 7 m/s Tempo. Die Stütze 3 dient als unbemannte Mittelstation, von der bergseitig von ihr querenden Westschiabfahrt führt ein Treppenlauf zum Einstieg. Gondeln halten hier nur zu bestimmten Zeiten.
1965 hatte der Fremdenverkehrsverein ein Ansuchen an das Verkehrsministerium gerichtet, am 3. November 1965 entschied die EPR-Kommission positiv. Am Sonntag, 12. Juni 2022 stoppte die Bahn wegen eines technischen Defekts. Um eine der beiden Gondeln zu evakuieren stiegen Bergretter zur Gondel auf und halfen den 17 Passagieren sich aus 35 m Höhe abzuseilen. Im Sommer 2022 stoppte die Bahn ein weiteres Mal und stand aufgrund einer zeitweise nicht beschaffbaren Steuerungsplatine auch im Winter 2022/2023 still. Anfang August 2023 musste die Bahn mehrere Tage stillstehen. Am 1. Oktober 2023 kam es zu einem Stopp wegen „technischen Defekts“, die Gondel mit 11 Passagieren und 2 Wagenbegleitern wurde per Notbetrieb in die Talstation gefahren. Ein Neubau der altersschwachen, defizitären Bahn wird diskutiert.
2019 wurde die Sommerrodelbahn „Venet Bob“ eröffnet, die 2022 wieder stillgelegt wurde. Ebenfalls 2019 wurde eine Sternwarte eröffnet.